# Wilfried Barner
Wilfried Barner (Kleve, 3 giugno 1937 – Gottinga, 22 novembre 2014) è stato un critico letterario e germanista tedesco, importante esperto dell'opera di Gotthold Ephraim Lessing.

## Biografia
Wilfried Barner è nato il 3 giugno 1937 a Kleve, nella Renania Settentrionale-Vestfalia. Studiò filologia greca, latina e tedesca nelle università di Gottinga e Tubinga dal 1957 al 1963. Nel 1970 succedette a Friedrich Beißner come professore ordinario di letteratura tedesca moderna. Nel 1992 succedette ad Albrecht Schöne alla cattedra di letteratura tedesca moderna dell'Università di Gottinga. Ha insegnato a Gottinga fino al pensionamento nel 2002 ed è morto nella notte del 21-22 novembre 2014 a Gottinga.
Il principale interesse di Burner erano l'umanesimo, il barocco e l'illuminismo (in particolare Lessing e Goethe. Grande esperto di letteratura barocca «Barner ha il merito di aver richiamato l'attenzione sull'importanza di Pellegrini, Pallavicino, Tesauro e Gracián per la costituzione della dottrina dell’'arguzia' in Germania.»
La visione di Barner sulla retorica "barocca" si basa sul saggio Vom Barockstil (1879) di Friedrich Nietzsche che giudica il barocco "una necessità", "un evento della natura", che si ripete periodicamente quando il classicismo decade. Ernst Robert Curtius aveva sviluppato una teoria analoga sostituendo il termine "manierismo" a quello di barocco. Barner prende le distanze da Gustav René Hocke, allievo di Curtius, nell'inquadrare la letteratura tedesca nel contesto del più ampio concettismo europeo, i cui massimi rappresentanti sono Gracián in Spagna e Peregrini, Pallavicino e soprattutto Tesauro in Italia.
Barner è l'editore principale delle opere di Gotthold Ephraim Lessing. Era membro della Deutsche Akademie für Sprache und Dichtung (dal 1997), dell'Accademia delle scienze di Gottinga e della Regia accademia danese di scienze e lettere a Copenaghen.

## Opere

### Come autore
- Neuere Alkaios-Papyri aus Oxyrhynchos (The Oxyrhynchus Papyri, part XXI, 1951). Hildesheim: Olms, 1967.
- Barockrhetorik. Untersuchungen zu ihren geschichtlichen Grundlagen. Tübingen: Niemeyer, 1970; (2. Aufl. 2002, ISBN 978-3-484-10839-4).
- Produktive Rezeption. Lessing und die Tragödien Senecas. München: Beck, 1973. ISBN 3-406-00446-6.
- Von Rahel Varnhagen bis Friedrich Gundolf. Juden als deutsche Goethe-Verehrer. Göttingen: Wallstein, 1992. ISBN 3-89244-023-9.
- Pioniere, Schulen, Pluralismus. Studien zu Geschichte und Theorie der Literaturwissenschaft. Tübingen: Niemeyer, 1997. ISBN 3-484-10754-5.
- Goethe und Lessing. Eine schwierige Konstellation. Göttingen: Wallstein, 2001. ISBN 978-3-89244-408-4.
- »Laut denken mit einem Freunde«. Lessing-Studien. Posthum herausgegeben von Kai Bremer. Göttingen: Wallstein, 2017. ISBN 978-3-8353-1905-9.

### Come curatore
- (con Gunter E. Grimm, Helmuth Kiesel, Martin Kramer): Lessing. Epoche, Werk, Wirkung. München: Beck, 1975 (6. Aufl. 1998). ISBN 3-406-05804-3.
- Gotthold Ephraim Lessing: Werke und Briefe. Frankfurt am Main: Deutscher Klassiker Verlag, 14 Bände, 1985–2003.
- Tradition, Norm, Innovation. Soziales und literarisches Traditionsverhalten in der Frühzeit der deutschen Aufklärung (= Schriften des Historischen Kollegs. Kolloquien, Bd. 15). München 1989. ISBN 3-486-54771-2 (online)
- Literaturwissenschaft – eine Geschichtswissenschaft? (=Schriften des Historischen Kollegs. Vorträge. Bd. 18) München 1990. (online).
- Literaturkritik – Anspruch und Wirklichkeit. DFG-Symposion 1989. Stuttgart: Metzler, 1990. ISBN 3-406-05804-3
- Ein Text und ein Leser. Weltliteratur für Liebhaber. Göttingen: Wallstein, 1994. ISBN 3-89244-083-2
- Geschichte der deutschen Literatur von 1945 bis zur Gegenwart. München: Beck, 1994 (2., aktualisierte und erweiterte Auflage 2006, ISBN 3-406-54220-4).
- (con Christoph König): Zeitenwechsel. Germanistische Literaturwissenschaft vor und nach 1945. Frankfurt am Main: Fischer-Taschenbuch-Verlag, 1996. ISBN 3-596-12963-X
- Querlektüren. Weltliteratur zwischen den Disziplinen. Göttingen: Wallstein, 1997. ISBN 3-89244-269-X
- (con Christoph König): Jüdische Intellektuelle und die Philologien in Deutschland: 1871–1933. Göttingen: Wallstein, 2001. ISBN 3-89244-457-9
- (con Anke Detken und Jörg Wesche): Texte zur modernen Mythentheorie. Stuttgart: Reclam, 2003. ISBN 3-15-017642-5
- Gotthold Ephraim Lessing: Laokoon. Briefe, antiquarischen Inhalts. Frankfurt am Main: Deutscher Klassiker Verlag, 2007. ISBN 978-3-618-68022-2